# N959 (België)
De N959 is een gewestweg in de Belgische provincie Namen. Deze weg vormt de verbinding tussen Namen en Namêche en loopt langs de linkeroever van de Maas.
De totale lengte van de N959 bedraagt ongeveer 8 kilometer.

## Plaatsen langs de N959
- Namen
- Beez
- Marche-les-Dames
- Namêche

## N959a
De N959a is een onderdeel van de N959 nabij Namen. De 180 meter lange route vormt de aansluiting op de N905 voor het verkeer afkomstig uit de richting van Namêche. Feitelijk gaat het verkeer vervolgens verder over de N905 naar de N80 toe. In de richting van Namêche gaat het verkeer wel al direct over de N959.